# Стефенсен, Магнус (юрист)
Магнус Стефенсен (исл. Magnús Stephensen; 27 декабря 1762, Лейрау, Вестюрланд, Исландия — 17 марта 1833) — исландский юрист. Председатель Национального высокого суда с момента его создания в 1800 году. Основатель Общества для общего просвещения (1794). На протяжении десятилетий Стефенсен единолично контролировал книгопечатание в Исландии, и наиболее известен как издатель и автор нескольких книг по праву, религии, истории, образованию и другим темам.

## Биография
Магнус Стефенсен родился 27 декабря 1762 года и первые годы жил в усадьбе на реке Лейрау (Leirá), впадающей в Грюнна-фьорд, расположенный к югу от Боргар-фьорда. Его родители: губернатор (стифтамтман) Исландии Олав (Оулавюр) Стефенсен (1731—1812) и Сигридюр Магнусдоуттир (Sigríður Magnúsdóttir). 
Затем Магнус Стефенсен жил южнее, в усадьбе Иннри-Хоульмюр на берегу Хваль-фьорда.
Окончил юридический факультет Копенгагенского университета.
В 1789 году — лагман (lögmaður) в Исландии, с 1793 по 1795 год — ландфогт (landfógeti). Магнус Стефенсен стал первым главным судьёй (юстициарием) Национального высокого суда, созданного в 1800 году. Назначен конференц-советником (konferensråd).
Автор нескольких книг по праву, религии, истории, образованию и другим темам. 
В 1794 году Магнус Стефенсен основал Общество для общего просвещения (Landsuppfræðingarfélagið). Общество приобрело типографию на острове Храппсей. В 1795 году типографию перевезли на ферму Лейраургардар (Leirárgarðar). В 1798 году контроль над типографией получило Общество для общего просвещения. В первые годы своего существования типография процветала, но с началом XIX века дела пошли на спад. В 1799 году типография Магнуса объединена с типографией Hólaprentsmiðjan. В первой половине XIX века типография Магнуса Стефенсена была единственной и оставалась такой до 1852 года, когда появилась ещё одна типография — Типография Северного и Восточного округа (Prentsmiðja Norður- og Austurumdæmisins, 1852—1879) в Акюрейри. Магнус Стефенсен был монополистом в книгоиздании своего времени.
С 1796 по 1808 год Магнус Стефенсен издавал новостной журнал Minnisverð tíðindi, первый журнал на исландском языке. Одной из самых новаторских книг, изданных в Лейраургардаре стала кулинарная книга Einfalt matreiðsluvasakver fyrir heldri manna húsfreyjur (1800), опубликованная под именем Марты Марии Стефенсен (1770–1805), невестки Магнуса. Однако настоящим автором книги был сам Магнус. То же самое касается и предисловия к книге; оно написано Магнусом, но подписано именем его брата Стефауна (1767—1820), мужа Марты Марии.
Сборник церковных песнопений Messusöngs- og Sálmabók (1801) — книга Магнуса, вызвавшая наибольший резонанс. В год публикации она была напечатана тремя немного отличающимися изданиями общим тиражом около 4300 экземпляров. Сборник был призван заменить старые сборники церковных гимнов (grallari) и псалтирь, подготовленный ещё епископом Гвюдбрандом (1541–1627). Книга значительно отличается от старых сборников гимнов и в основном создана по образцу датского сборника гимнов. Из 330 гимнов только 100 являются старыми; остальные являются либо оригинальными, либо переводами с датского.
Главным предметом спора и недовольства было то, что Магнус пересмотрел гимны и изменил их по своему вкусу, включая гимны священника Йоуна Тодлаукссона (1744—1819), спор Магнуса и Йоуна Тодлаукссона стал широко известен. Книга Eftirmæli 18. aldar самого Магнуса была напечатана дважды в 1806 году. Среди изданных им книг следует упомянуть Tilraun um manninn («Опыт о человеке») Александра Поупа (1798) в переводе поэта Йоуна Тодлаукссона, Kennslubók í sagnafræðinni fyrir viðvaninga И. Г. А. Галетти (1804) в переводе Йоуна Эспоулина (1769—1836) и Heimskringla («Хеймскрингла») Снорри Стурлусона (в двух томах, 1804).
В 1807 году переплётное дело переехало в усадьбу Иннри-Хоульмюр.
Одним из документов, напечатанных в 1809 году на типографии в Лейраургардаре, были инструкции авантюриста Йёргена Йёргенсена, провозгласившего себя правителем острова, относительно управления страной.
С 1813 года Магнус Стефенсен жил на острове Видей. В 1817 году Магнус Стефенсен купил весь остров Видей. После Реформации остров находился в собственности датского короля.
В 1814 году типография перевезена из Лейраургардара на ферму Бейтистадир. Типография в Лейраургардаре пришла в упадок из-за изменения русла реки Лейрау в 1806 году>, другой проблемой стало обесценивание датских денег, в 1813 году было объявлено государственное банкротство, Дания, участвовавшая на стороне Франции в наполеоновских войнах (1807—1814), потерпела поражение, что затруднило перемещение типографии на остров Видей. Поэтому было решено построить новую типографию в Бейтистадире, где жил печатник.
В 1818—1827 годах под редакцией Магнуса Стефенсена выходил ежемесячный журнал Klausturpósturinn, предназначенный для низших слоёв населения и сыгравший благотворную роль.
В 1819 году типография и переплётное дело переехали в монастырь на острове Видей.
В 1833 году Магнус Стефенсен умер.
В 1834 году, через год после смерти Магнуса типографией занялся его сын, судебный секретарь Оулавюр Стефенсен (1791—1872). При нём книгоиздание было более развито. Самая известная и самая большая напечатанная в монастыре Видей книга, в просторечии называемая Видейской библией (Viðeyjarbiblía), опубликована в 1841 году. В 1844 году вопреки желанию Оулавюра типография перенесена в Рейкьявик в связи с восстановлением Альтинга и до 1875 года называлась Государственной типографией (Landsprentsmiðjan). Оулавюр Стефенсен жил на острове Видей до своей смерти в 1872 году.

## Признание
Магнус Стефенсен изображён на лицевой стороне вышедшей из употребления банкноты номиналом 25 крон, выпущенной Государственным банком в 1957 году.